# Hermann Hänggi
Hermann Hänggi (* 15. Oktober 1894 in Mümliswil; † 21. November 1978 in Burgdorf) war ein Schweizer Turner und zweifacher Olympiasieger.

## Sport
Hänggi war Sieger im Kunstturnen am Eidgenössischen Turnfest 1922 und ebenfalls 1925. Bei den Olympischen Sommerspielen 1928 in Amsterdam nahm er an allen sieben Wettkämpfen im Gerätturnen teil. Er gewann den Einzelwettbewerb im Seitpferd, die Silbermedaille im Einzelmehrkampf und wurde Dritter am Barren. Mit der Schweizer Mannschaft gewann er ausserdem den Mannschaftsmehrkampf. Im Reck wurde er Vierter hinter dem zehn Jahre jüngeren Teamkollegen Georges Miez, der den Wettbewerb gewann, und dem dreizehn Jahre jüngeren Eugen Mack, der die Bronzemedaille gewann. Im Jahr 1930 wurde er Gesamt- und mehrfacher Einzelsieger am französischen Bundesturnfest in Algier.

## Persönliches
Hermann Hänggi absolvierte eine kaufmännische Berufslehre bei der Kammfabrik Mümliswil AG und der Von Roll AG in Klus. Von 1914 bis 1918 diente er als Feldweibel in der Schweizer Armee, anschliessend lernte er in Champagne Französisch und arbeitete bis 1923 in Yverdon. Im Jahr 1923 nahm er eine Stelle als Hilfsbuchhalter bei der Schachtelkäsefabrik Alpina AG in Burgdorf an, ab 1943 war er Prokurist der Alpina AG und nach seiner Pensionierung im Jahr 1964 bis 1972 Sekretär des Verwaltungsrates. Am 27. September 1924 heiratete er Frieda Gabi. Aus der Ehe gingen zwei Töchter hervor.